# Giltig (logik)
I logiken, närmare bestämt i ett deduktivt resonemang, är ett argument giltigt om och endast om det har en form som gör det omöjligt för premisserna att vara sanna samtidigt som slutsatsen är falsk. Det är inget krav på att ett giltigt argument har premisser som faktiskt är sanna, utan att det finns premisser som, om de var sanna, skulle garantera sanningen i argumentets slutsats. Giltiga argument måste uttryckas tydligt med hjälp av meningar som kallas välformade formler (på engelska, Well-formed formula). Giltigheten av ett argument - att det är giltigt - kan testas, bevisas eller motbevisas och beror på dess logiska form.